# Eloeophila serrulata
Eloeophila serrulata là một loài ruồi trong họ Limoniidae. Chúng phân bố ở miền Cổ bắc.